# Джонсон, Чалмерс
Чалмерс Эшби Джонсон (англ. Chalmers Ashby Johnson, 6 августа 1931 — 20 ноября 2010) — американский писатель и почётный профессор Калифорнийского университета в Сан-Диего.
Воевал в Корейской войне, в 1967—1973 был консультантом ЦРУ, преподавал в Центре для китайских студентов Калифорнийского университета в Беркли (1967—1972). Также являлся президентом и сооснователем Института исследования японской политики — организации, содействующей распространению информации относительно Японии и Азии.
Он написал много книг, включая трилогию-исследование Американской империи: «Возврат» (англ. Blowback), «Скорбь империи» (англ. The Sorrows of Empire) и «Немезида: Последние дни американской республики» (англ. Nemesis: The Last Days of the American Republic).

## Биография
Джонсон родился в 1931г в городе Финикс, Аризона. Он получил степень бакалавра экономики в 1953, степень магистра и доктора философии по политологии в 1957 и 1961 годах соответственно. Все степени он получил в Калифорнийском университете в Беркли. В период корейской войны Джонсон служил военно-морским офицером в Японии. Он преподавал политологию в Калифорнийском университете с 1962 года и до конца своей преподавательской карьеры в 1992 году. В ранние года своей карьеры он был более известен как специалист в области Китая и Японии.
Джонсон на десять или пятнадцать лет установил направление исследований социологии Китая своей книгой про крестьянский национализм. Его книга «MITI and the Japanese Miracle» про японское министерство международной торговли и индустрии была выдающемся исследованием развития страны, и создала предпосылки к тому, что можно назвать политикой экономического развития. Как публичный интеллектуал он возглавил «Японских ревизионистов» критикующих Американскую неолиберальную политику и представляющих Японию как модель; их аргументы поблекли ввиду застоя Японской экономики с середины 90-х и далее. В этот период Джонсон работал консультантом для Национальной сводки, которая является частью Центрального разведывательного управления, там он занимался анализом Китая и маоизма.
Джонсон был избран членом Американской академии искусств и наук в 1976 году. Он так же был Директором Центра Китайских Студентов и председателем Департамента политологии в Беркли, и занимал много важных академических постов в области образования. Он был убежден в важности языковой и исторической подготовки для ведения серьёзных исследований. Позже он стал хорошо известен как критик подхода рационального выбора, в частности в изучении Японской политики и политической экономики.
Сегодня Чалмерс Джонсон наиболее известен как острый критик американского империализма. Его книга Blowback в 2001 году выиграла приз Before Columbus Foundation, и была переиздана в обновленном издании в 2004 году. Sorrows of Empire, опубликованная в 2004 году, содержала обновленные свидетельства и аргументы из Blowback для обстановки сложившийся после терактов 11 сентября, и Nemesis завершает трилогию.